# Charles Wyrsch
Charles (Carl Joset) Wyrsch (* 5. Juli 1920 in Buochs; † 16. Juni 2019 in Kriens) war ein Schweizer Maler, Zeichner und Grafiker.

## Leben
Charles Wyrsch wuchs bei den Grosseltern auf, nachdem seine Mutter früh verstorben war. Von 1935 bis 1938 absolvierte er im väterlichen Geschäft eine Flachmalerlehre. Anschliessend besuchte er von 1939 bis 1943 die Kunstgewerbeschule Luzern und wurde u. a. von Max von Moos und Werner Hartmann unterrichtet. Von 1943 bis 1946 lebte Wyrsch in Genf und besuchte die École des Beaux-Arts. Später nahm er Privatstunden bei Albert Pfister. Von 1946 bis 1949 studierte er an der Allgemeinen Gewerbeschule Basel bei Ernst Buchner (1886–1951) und Walter Bodmer, der Wyrsch riet, in Paris bei André Lhote weiter zu studieren. 1952 kehrte Wyrsch in die Schweiz zurück und heiratete 1953 Edith, geborene Hug. Zusammen hatten sie drei Kinder.
Wyrsch erhielt 1953, 1956, und 1960 ein Eidgenössisches Kunststipendium, 1965 den Anerkennungspreis der Stadt Luzern, 1977 den Johann-Melchior-Wyrsch-Preis, 1980 den Kunst- und Kulturpreis der Stadt Luzern und war 1995 erster Preisträger des Krienser Kulturpreises. Wyrsch hatte 1964, 1980, 1996 und 2002 Einzelausstellungen im Kunstmuseum Luzern sowie 1983 im Kunstmuseum Olten und 2010 im Museum im Bellpark in Kriens.
Wyrsch lebte in Lachen SZ, ab 1960 in Luzern und ab 1971 schliesslich in Kriens, wo er 2019 im Alter von 98 Jahren verstarb.

## Werk
Wyrsch widmete sich zunächst der figürlichen Malerei und schuf hauptsächlich Landschaften und Porträts. In den 1960er Jahren folgte eine Phase abstrakter, intensiv kolorierter Arbeiten. In den 1970ern wandte er sich wieder der Gegenständlichkeit zu und malte vor allem Rückenakte und Porträts mit kalten Farben und reduzierter Formensprache. Unabhängig von diesen Entwicklungen entstanden im Laufe seines Lebens eine Reihe von Selbstporträts und expressive Darstellungen der Passion Christi. Als Grafiker schuf Wyrsch insbesondere Radierungen und Lithografien.
Werke (Auswahl)
- Spielende Kinder und Schutzengel, Wandbild für Schulhaus in Buochs, 1955
- Kreuzwegstationen für die Piuskirche in Meggen LU, 1966
- Christus, Öl auf Leinwand, 1973–1980, Bundesamt für Kultur, Bern